# Championnats du monde de ski de vitesse 2007
Navigation
Édition précédente Édition suivante
Les Championnats du monde de ski de vitesse 2007 se sont déroulés du 16 au 19 avril 2007 à Verbier (Suisse) sous l'égide de la fédération internationale de ski. Il y a deux titres à attribuer, un pour les hommes et un pour les femmes. Il s'agit d'une compétition bisannuelle.

## Podiums
| Épreuves | Or              | Argent       | Bronze         |
| -------- | --------------- | ------------ | -------------- |
| Hommes   | Simone Origone  | Philippe May | Bastien Montes |
| Femmes   | Sanna Tidstrand | Elena Banfo  | Emeli Wolff    |

## Résultats détaillés

### Hommes
| Rang               | Skieur | Vitesse |
| ------------------ | ------ | ------- |
| Médaille d'or      |        |         |
| Médaille d'argent  |        |         |
| Médaille de bronze |        |         |
| 4                  |        |         |
| 5                  |        |         |
| 6                  |        |         |
| 7                  |        |         |

|                     |
| Résultats officiels |

### Femmes
| Rang               | Skieuse | Vitesse |
| ------------------ | ------- | ------- |
| Médaille d'or      |         |         |
| Médaille d'argent  |         |         |
| Médaille de bronze |         |         |
| 4                  |         |         |
| 5                  |         |         |
| 6                  |         |         |
| 7                  |         |         |

|                     |
| Résultats officiels |